# За гранью страха
«За гранью страха» (англ. Borderland) — американо-мексиканский фильм ужасов режиссёра Зева Бермана. В главных ролях снимались Брайан Пресли, Марта Игареда, Райдер Стронг и Джейк Максуорти. Премьера состоялась на кинофестивале South by Southwest в 2007 году. В октябре 2015 года состоялся выход на Blu-Ray.
Фильм основан на реальных событиях: наркобарон кубинского происхождения и по совместительству лидер религиозного культа Адольфо Констанцо весной 1989 года вместе с группой приспешников похитил и убил студента Техасского университета Марка Килроя.
Русский теглайн — «Не ходите, дети, в Мексику гулять...».

## Сюжет
В начале фильма двое мексиканских полицейских приезжают в дом на окраине Мехико, где ищут улики против наркобарона Васкеза. Там их ловят культисты Луис и Густаво, которые расправляются с одним копом, а его напарника Улиссеса оставляют в живых и отпускают.
Год спустя, трое американских студентов из Техаса — Эд, Фил и Генри — отправляются на отдых в Мексику, в небольшой город на границе. В стрип-клубе Эд вступается за барменшу Валерию и ввязывается в драку с мексиканцем, который слегка ранит его ножом в живот; в то же время Генри заказывает для Фила проститутку. Вечером студенты, Валерия и её двоюродная сестра Люпе идут на местный карнавал, перед этим употребив галлюциногенных грибов. Фил возвращается в город, всё ещё находясь под действием галлюциногенов, и садится в машину к Густаво и другим членам культа.
Наутро Эд и Генри обнаруживают, что Фил не вернулся в отель. Сам Фил в это время просыпается связанным на ранчо, где его будит другой американец, Рэндалл. Тот сообщает пленнику, что скоро он встретится с неким Папой. По всей видимости, он также является членом культа. Эд и Генри идут в полицию заявлять о пропаже друга, там же они видят Улиссеса, приехавшего из Мехико. Он сообщает капитану Рамирезу, что ночью преступники разрыли могилу и забрали из неё труп ребёнка для готовящегося ритуала жертвоприношения, но тот его выпроваживает. Туристам также приходится уйти, ничего не добившись. Спустя некоторое время, Эд и Валерия замечают на улице шествие людей, несущих портреты пропавших без вести.
Филу удаётся разговорить Рэндалла (выясняется, что он маньяк родом из Сан-Антонио) и он рассказывает, что скоро пленника принесут в жертву для духов. Фил совершает попытку к бегству, но один из культистов верхом на коне ловит беглеца при помощи лассо. Генри находит машину похитителей и ломает им ломом фары, но затем из неё выходит Густаво и легко ранит американца выстрелом в шею. Эд и Валерия отвозят его в больницу, там их находит Улиссес и говорит, что Фил жив и находится в плену, а также рассказывает зачем его похитили. Суеверные наркобароны верят, что после ритуала жертвоприношения они получат силу Нганга, которая сделает невидимыми партии наркотиков, перевозящиеся через границу.
Генри возвращается в отель и подвергается нападению мексиканцев. Он убегает от них на крышу, но вооружённые мачете культисты настигают его и убивают. Эд находит его тело уже в полицейском мешке для трупов, и решает отомстить убийцам. Эд и Улиссес отправляются на ранчо, но слишком поздно — Фил уже мёртв. Улиссес убивает жреца культа, Сантильяна, но тот успевает выстрелить бывшему полицейскому в живот. Эд и Валерия отвозят раненного к дому на границе с США, где живёт одинокий старик. Улиссес умирает от потери крови. В двух километрах от дома находится река Рио-Гранде, на другом берегу которой — территория Соединённых Штатов.
Группа последователей культа во главе с Густаво догоняет беглецов, завязывается перестрелка, в которой Эд и Валерия уничтожают мексиканцев. Затем они переплывают реку и оказываются в Америке.
В финальных титрах рассказывается о том, что были обнаружены партии кокаина в контейнерах с человеческими волосами, Эд и Валерия были допрошены полицией, а также о нахождении массовых захоронений на ранчо в Мексике.

## В ролях
- Брайан Пресли — Эд
- Марта Игареда — Валерия
- Райдер Стронг — Фил
- Джейк Максуорти — Генри
- Дамиан Алькасар — Улиссес
- Бето Куэвас — «Папа» Сантильян
- Шон Эстин — маньяк Рэндалл[4]
- Франческа Гильен — Люпе, сестра Валерии
- Мирси Монро — Нэнси, девушка на пляже

## Критика
На сайте Rotten Tomatoes фильм получил 100% рейтинг, основанный на 8 рецензиях; средний рейтинг составил 6,8 из 10.
Хлоя Пейси из Dread Central дала фильму оценку 4 из 5, высоко оценив исполнение фильма и «реалистичных» персонажей. Скотт Коллура из IGN высоко оценил реалистичность сценария, написав: «Время от времени фильм может бросить вызов ожиданиям».